# Нина Першон
Нина Елизабет Першон (на шведски: Nina Elisabet Persson) е шведска певица.
Вокалистка е на групата The Cardigans. Изявява се и извън групата, има 2 солови албума — A Camp (2001) и Colonia (2009). Като малка е имала интерес към рисуването и изящните изкуства, без намерения да става музикантка.
Работила е съвместно и с Manic Street Preachers и Sparklehorse. Член е на музикалния колектив The Cake Sale, и е участвала в шведския филм Om Gud vill. 
На 16 юни 2001 година Нина Першон се омъжва за американския филмов композитор Нейтън Ларсън, и след 3 неуспешни опита с ин витро, накрая на 30 септември 2010 година им се ражда син Нилс. До 2015 г живеят в Харлем, Ню Йорк Сити, след което Нина решава да се върне със семейството си в Швеция и се установяват в Малмьо, където се намира и студиото на The Cardigans.